# NGC 6657
NGC 6657 is een balkspiraalstelsel in het sterrenbeeld Lier. Het hemelobject werd op 16 juli 1876 ontdekt door de Franse astronoom Édouard Jean-Marie Stephan.

## Synoniemen
- UGC 11271
- MCG 6-41-3
- ZWG 201.8
- IRAS 18312+3401
- PGC 62019